# New York Undercover
New York Undercover ist eine 89-teilige US-amerikanische Krimiserie von Kevin Arkadie und Dick Wolf, der mit seiner Firma Wolf Film ebenfalls zum Produzententeam gehört. Die Fernsehserie wurde in den Jahren 1994 bis 1998 für das US-amerikanische Fernsehnetzwerk FOX produziert. New York Undercover wurde die erste amerikanische Polizei- bzw. Dramaserie, die nicht mit zwei weißen Hauptdarstellern besetzt wurde.
Die deutsche Erstaufführung fand 1997 im Programm des Privatsenders RTL statt. Es wurden seinerzeit lediglich die ersten 19 Episoden der insgesamt 26-teiligen ersten Staffel gesendet. Im Jahr 1998 wurden diese dann auf RTL II, dem zweiten Ableger der RTL Group, wiederholt und mit weiteren 57 neuen Episoden der zweiten und dritten Staffel ausgestrahlt. Der RTL-Spartenkanal RTL Crime sendete 2007/2008 erstmals alle 89 Teile der Krimiserie, darunter auch die 13 Episoden der vierten Staffel in deutscher Erstausstrahlung.

## Handlung
In der Krimiserie sorgen die Detectives J. C. Williams und Eddie Torres, ein Afroamerikaner und ein Puerto-Ricaner, in den Straßen von New York für Recht und Ordnung. Unter der Leitung von Virginia Cooper, einer erfahrenen Polizistin des vierten Bezirkes der New Yorker Polizei, arbeiten sie oft als verdeckte Ermittler, um die unterschiedlichsten Verbrechen des Großstadt-Dschungels wie Drogenkriminalität, Prostitution und Mord aufzudecken. Das Ermittlerteam wird ab der zweiten Staffel von den Detectives Nina Moreno und Tommy McNamara unterstützt.
In der vierten Staffel verlassen J. C. Williams und Nina Moreno den vierten New Yorker Polizeibezirk und schließen sich einer Elite-Undercovereinheit an. Unterstützung finden sie in den neuen Detectives Nell Delaney und Alec Stone. Die Detectives werden Lt. Malcolm Barker unterstellt.

## Synchronisation
Die Serie wurde bei der Interopa Film in Berlin vertont. Markus Engelhardt schrieb die Dialogbücher, Dietmar Wunder führte die Dialogregie.

### Hauptbesetzung
| Rolle                                 | Schauspieler       | Synchronsprecher  |
| ------------------------------------- | ------------------ | ----------------- |
| Det. Julius Clarence „J. C.“ Williams | Malik Yoba         | Torsten Michaelis |
| Det. Eduardo „Eddie“ Torres           | Michael DeLorenzo  | David Nathan      |
| Lt. Virginia Cooper                   | Patti D’Arbanville | Heidi Weigelt     |
| Sgt. Kelly                            | Edie Falco         |                   |
| Det. Nina Moreno                      | Lauren Vélez       | Martina Treger    |
| Det. Tommy McNamara                   | Jonathan LaPaglia  | Dietmar Wunder    |
| Det. Alec Stone                       | Josh Hopkins       | Oliver Feld       |
| Det. Nell Delaney                     | Marisa Ryan        | Bettina Weiß      |
| Lt. Malcolm Barker                    | Thomas Mikal Ford  | Stefan Gossler    |

### Nebenbesetzung
| Rolle                | Schauspieler     | Synchronsprecher |
| -------------------- | ---------------- | ---------------- |
| Gregory „G“ Williams | George O. Gore   |                  |
| Sandy Gill           | Michael Michele  | Maud Ackermann   |
| Chantal Tierney      | Fatima Faloye    |                  |
| Mike Torres          | José Pérez       | Michael Pan      |
| Carmen Torres        | Lisa Vidal       |                  |
| Father Jimmy Torres  | Jose Zuniga      | Bernd Vollbrecht |
| Det. Ricciarelli     | Frank Pellegrino |                  |
| Wong                 | Lee Wong         |                  |
| „Old School“         | Jim Moody        | Gerhard Paul     |
| Slick Rick           | Victor Colicchio |                  |
| John Santucci        | John Costelloe   | Peter Flechtner  |
| Nadine Jordan        | Dana Eskelson    |                  |
| EMT                  | Leslie Silva     |                  |
| Domenick Rallo       | Sebastian Roché  |                  |
| Chang                | James Saito      | Wilfried Herbst  |